# Європейські ігри 2015

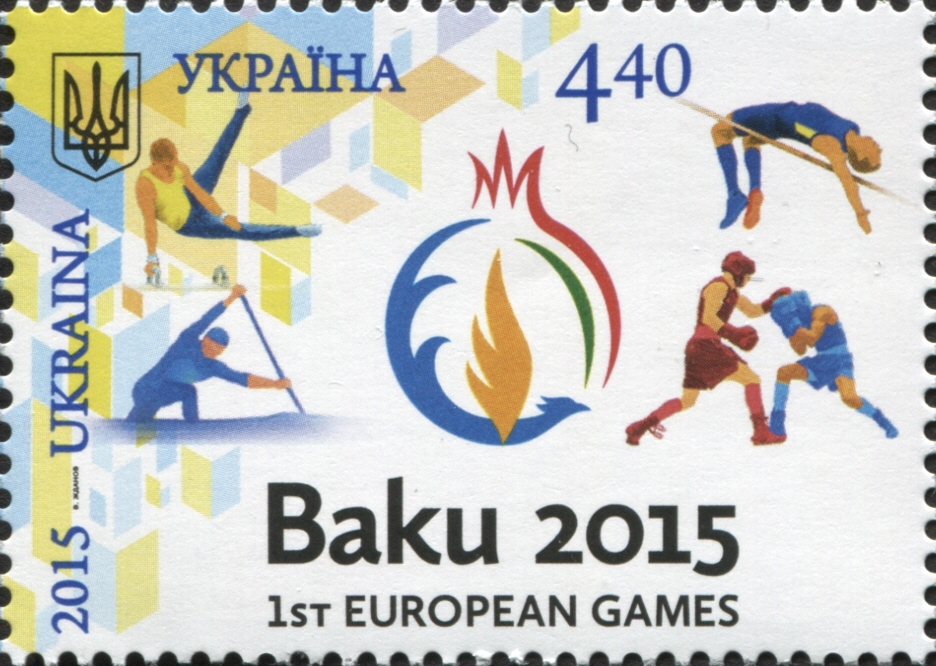
«Європейські ігри 2015», поштова марка України (2015)

Європейські ігри 2015  (азерб. Bakı 2015 Avropa Oyunları, англ. Baku 2015 European Games) — перші Європейські ігри, що проходили з 12 по 28 червня 2015 року в місті Баку, столиці Азербайджану.

## Вибір міста
Місто Баку було вибрано шляхом голосування під час 41-ї Генеральної Асамблеї Європейських Олімпійських Комітетів (ЄОК) в Римі 8 грудня 2012 року.
| Баку | Азербайджан | Усі виборці за. Баку обрано господарем I Європейських ігор у 2015 році. |

## Організація
Організаційний комітет під головуванням першої леді Азербайджану Мехрібан Алієвої був започаткований 17 січня 2013 року спеціальною постановою Президента Азербайджану Ільхама Алієва. Операційний Комітет І Європейських ігор 2015 року в Баку (англ. Baku 2015 European Games Operations Committee (BEGOC)) підпорядковується Організаційному комітетові та відповідає за всі аспекти підготовки та проведення ігор. Головний виконавчий директор BEGOC — міністр молоді та спорту Азербайджану Азад Рахімов.

### Місця змагань
Спортивні споруди розташовані в чотирьох зонах (кластерах):
| - Містечко (англ. Village Cluster) - Олімпійський стадіон - Національна гімнастична арена - Містечко атлетів - Містечко ЗМІ | - Місто Баку (англ. City Cluster) - Палац Спорту - Республіканський стадіон імені Тофіка Бахрамова - Арена імені Гейдара Алієва | - Площа Прапору (англ. Flag Square Cluster) - Палац водних видів спорту - Арена водного поло - Пляжна арена - Баскетбольна арена - Кришталевий палац (3 окремих зали) | - Інші споруди - Бакинський стрілецький центр - Велопарк для BMX - Велопарк для маунтбайкінгу - Пляж Більгях - Спортивний центр веслування в Мінгечаурі |

### Містечко атлетів
Містечко атлетів розташовується на північному сході Баку та складається з 13 житлових будівель, висотою від 8 до 13 поверхів, кожна з яких містить квартири різноманітного планування з 3 чи 4 спальнями. На прилеглій до житлових будинків території розташовані Обідня зала на 700 місць, Центр відпочинку та медична амбулаторія. Урочисте відкриття Містечка атлетів заплановане на 8 червня 2015 року.

### Церемонія відкриття
Урочиста церемонія відкриття І Європейських ігор відбулася 12 червня 2015 року на Олімпійському стадіоні в Баку та була спродюсована американською компанією Five Currents. Режисером виступив Дімітріс Папаіоанну, який був художнім керівником церемоній відкриття та закриття літніх Олімпійських Ігор в Афінах у 2004 році.

### Церемонія закриття
Урочиста церемонія закриття І Європейських ігор пройшла 28 червня 2015 року на Олімпійському стадіоні в Баку.

## Спортивні змагання
Див. також
- Список переможців Європейських ігор
- Список призерів Європейських ігор

### Країни-учасниці
У I Європейських іграх взяло участь 5898 атлетів з 50 країн світу.
| Національні олімпійські комітети країн-учасниць (кількість кваліфікованих атлетів) |
| --- |
| \| - Австрія (143) - Азербайджан (285) - Албанія (27) - Андорра (31) - Бельгія (117) - Білорусь (145) - Болгарія (122) - Боснія і Герцеговина (56) - Велика Британія (160) - Вірменія (25) - Греція (132) - Грузія (104) - Данія (65) - Естонія (58) - Ізраїль (134) - Ірландія (62) - Ісландія (18) - Іспанія (207) - Італія (287) - Кіпр (22) - Косово (19) - Латвія (67) - Литва (72) - Ліхтенштейн (6) - Люксембург (58) - Республіка Македонія (45) - Мальта (58) - Молдова (45) - Монако (4) - Нідерланди (117) - Німеччина (264) - Норвегія (53) - Польща (213) - Португалія (103) - Росія (351) - Румунія (147) - Сан-Марино (9) - Сербія (133) - Словаччина (177) - Словенія (80) - Туреччина (190) - Угорщина (201) - Україна (241) - Фінляндія (96) - Франція (245) - Хорватія (106) - Чорногорія (55) - Чехія (126) - Швейцарія (123) - Швеція (72) \| |
| - Австрія (143) - Азербайджан (285) - Албанія (27) - Андорра (31) - Бельгія (117) - Білорусь (145) - Болгарія (122) - Боснія і Герцеговина (56) - Велика Британія (160) - Вірменія (25) - Греція (132) - Грузія (104) - Данія (65) - Естонія (58) - Ізраїль (134) - Ірландія (62) - Ісландія (18) - Іспанія (207) - Італія (287) - Кіпр (22) - Косово (19) - Латвія (67) - Литва (72) - Ліхтенштейн (6) - Люксембург (58) - Республіка Македонія (45) - Мальта (58) - Молдова (45) - Монако (4) - Нідерланди (117) - Німеччина (264) - Норвегія (53) - Польща (213) - Португалія (103) - Росія (351) - Румунія (147) - Сан-Марино (9) - Сербія (133) - Словаччина (177) - Словенія (80) - Туреччина (190) - Угорщина (201) - Україна (241) - Фінляндія (96) - Франція (245) - Хорватія (106) - Чорногорія (55) - Чехія (126) - Швейцарія (123) - Швеція (72)       |

#### Українська збірна
Див. також:  
- Список українських спортсменів — учасників Європейських ігор

- Список українських спортсменів — переможців Європейських ігор

- Список українських спортсменів — призерів Європейських ігор

Станом на 3 березня 2015 року національна збірна команда України отримала 185 ліцензій у 15 видах спорту для участі в І Європейських іграх у Баку.

### Види спорту
Змагання відбувалися в 30 видах спорту, 16 з яких — олімпійські. Атлети, які здобудуть медалі в 11 видах спорту, будуть автоматично кваліфіковані для участі в літніх Олімпійських іграх 2016 року в Ріо-де-Жанейро.
| - Бадмінтон - Баскетбол (3x3) - Бокс - Боротьба - Вільна боротьба - Греко-римська боротьба - Велоспорт - BMX - Маунтенбайк - Шосейний велоспорт | - Веслування на байдарках і каное - Водні види спорту - Водне поло - Плавання - Синхронне плавання - Стрибки у воду - Волейбол - Пляжний волейбол | - Гімнастика - Спортивна аеробіка - Спортивна акробатика - Спортивна гімнастика - Стрибки на батуті - Художня гімнастика - Дзюдо - Пара-дзюдо - Карате | - Легка атлетика - Настільний теніс - Пляжний футбол - Самбо - Стрільба - Кульова стрільба - Стендова стрільба - Стрільба з лука - Тріатлон - Тхеквондо - Фехтування |

### Розклад змагань
Розклад змагань на І Європейських іграх 2015 року в Баку, згідно з офіційним сайтом.
| ● | Церемонія відкриття | ● | Кваліфікаційні змагання | 1 | Фінальні змагання | ● | Показові виступи | ● | Церемонія закриття |

| Дата                            | Дата                            | 12.06 Пт | 13.06 Сб | 14.06 Нд | 15.06 Пн | 16.06 Вт | 17.06 Ср | 18.06 Чт | 19.06 Пт | 20.06 Сб | 21.06 Вс | 22.06 Пн | 23.06 Вт | 24.06 Ср | 25.06 Чт | 26.06 Пт | 27.06 Сб | 28.06 Нд | Медалі |
| ------------------------------- | ------------------------------- | -------- | -------- | -------- | -------- | -------- | -------- | -------- | -------- | -------- | -------- | -------- | -------- | -------- | -------- | -------- | -------- | -------- | ------ |
| Церемонії                       | Церемонії                       | ●        |          |          |          |          |          |          |          |          |          |          |          |          |          |          |          | ●        |        |
| Бадмінтон                       | Бадмінтон                       |          |          |          |          |          |          |          |          |          |          | ●        | ●        | ●        | ●        | ●        | 2        | 3        | 5      |
| Баскетбол (3x3)                 | Баскетбол (3x3)                 |          |          |          |          |          |          |          |          |          |          |          | ●        | ●        | ●        | 2        |          |          | 2      |
| Бокс                            | Бокс                            |          |          |          |          | ●        | ●        | ●        | ●        | ●        | ●        | ●        | ●        | ●        | 5        | 5        | 5        |          | 15     |
| Боротьба                        | Боротьба                        |          | 2        | 2        | 2        | 2        | 2        | 2        | 3        | 3        |          |          |          |          |          |          |          |          | 18     |
| Велоспорт                       | BMX                             |          |          |          |          |          |          |          |          |          |          |          |          |          |          | ●        | ●        | 2        | 8      |
| Велоспорт                       | Маунтбайк                       |          | 2        |          |          |          |          |          |          |          |          |          |          |          |          |          |          |          | 8      |
| Велоспорт                       | Шосейний велоспорт              |          |          |          |          |          |          | 2        |          | 1        | 1        |          |          |          |          |          |          |          | 8      |
| Веслування на байдарках і каное | Веслування на байдарках і каное |          |          | ●        | 5        | 10       |          |          |          |          |          |          |          |          |          |          |          |          | 15     |
| Водне поло                      | Водне поло                      | ●        | ●        | ●        | ●        | ●        | ●        | ●        | ●        | 1        | 1        |          |          |          |          |          |          |          | 2      |
| Волейбол                        | Волейбол                        |          | ●        | ●        | ●        | ●        | ●        | ●        | ●        | 1        | 1        | ●        | ●        | ●        | ●        | ●        | 1        | 1        | 4      |
| Гімнастика                      | Гімнастика                      |          |          |          | 2        | 1        | 2        | 3        | 10       | 16       | ●        |          |          |          |          |          |          |          | 34     |
| Дзюдо                           | Дзюдо                           |          |          |          |          |          |          |          |          |          |          |          |          |          | 5        | 5        | 6        | 2        | 18     |
| Карате                          | Карате                          |          | 6        | 6        |          |          |          |          |          |          |          |          |          |          |          |          |          |          | 12     |
| Легка атлетика                  | Легка атлетика                  |          |          |          |          |          |          |          |          | ●        | 1        |          |          |          |          |          |          |          | 1      |
| Настільний теніс                | Настільний теніс                |          | ●        | ●        | 2        | ●        | ●        | ●        | 2        |          |          |          |          |          |          |          |          |          | 4      |
| Плавання                        | Плавання                        |          |          |          |          |          |          |          |          |          |          |          | 7        | 8        | 9        | 7        | 11       |          | 42     |
| Пляжний футбол                  | Пляжний футбол                  |          |          |          |          |          |          |          |          |          |          |          |          | ●        | ●        | ●        | ●        | 1        | 1      |
| Самбо                           |                                 |          |          |          |          |          |          |          |          |          |          |          |          |          |          |          |          |          |        |
| Синхронне плавання              | Синхронне плавання              | ●        | ●        | ●        | 2        | 2        |          |          |          |          |          |          |          |          |          |          |          |          | 4      |
| Стрибки у воду                  | Стрибки у воду                  |          |          |          |          |          |          | 2        | 2        | 2        | 2        |          |          |          |          |          |          |          | 8      |
| Стрілецький спорт               | Стрілецький спорт               |          |          |          |          | 3        | 3        | 1        | 3        | 3        | 2        | 4        |          |          |          |          |          |          | 19     |
| Стрільба з лука                 | Стрільба з лука                 |          |          |          |          | ●        | 1        | 2        | ●        | ●        | 1        | 1        |          |          |          |          |          |          | 5      |
| Тріатлон                        | Тріатлон                        |          | 1        | 1        |          |          |          |          |          |          |          |          |          |          |          |          |          |          | 2      |
| Тхеквондо                       | Тхеквондо                       |          |          |          |          | 2        | 2        | 2        | 2        |          |          |          |          |          |          |          |          |          | 8      |
| Фехтування                      | Фехтування                      |          |          |          |          |          |          |          |          |          |          | 2        | 2        | 2        | 2        | 2        | 2        |          | 12     |
| Загалом                         | Загалом                         |          | 11       | 9        | 13       | 20       | 10       | 14       | 22       | 27       | 9        | 7        | 9        | 10       | 21       | 21       | 27       | 9        | 239    |
| Дата                            | Дата                            | 12.06 Пт | 13.06 Сб | 14.06 Нд | 15.06 Пн | 16.06 Вт | 17.06 Ср | 18.06 Чт | 19.06 Пт | 20.06 Сб | 21.06 Вс | 22.06 Пн | 23.06 Вт | 24.06 Ср | 25.06 Чт | 26.06 Пт | 27.06 Сб | 28.06 Нд | Медалі |

## Медальний залік
Медальний залік
| Місце  | Країна             | Золото | Срібло | Бронза | Загалом |
| ------ | ------------------ | ------ | ------ | ------ | ------- |
| 1      | Росія              | 79     | 40     | 45     | 164     |
| 2      | Азербайджан        | 21     | 15     | 20     | 56      |
| 3      | Велика Британія    | 18     | 10     | 19     | 47      |
| 4      | Німеччина          | 16     | 17     | 33     | 66      |
| 5      | Франція            | 12     | 13     | 18     | 43      |
| 6      | Італія             | 10     | 26     | 11     | 47      |
| 7      | Білорусь           | 10     | 11     | 22     | 43      |
| 8      | Україна            | 8      | 14     | 24     | 46      |
| 9      | Іспанія            | 8      | 11     | 11     | 30      |
| 10     | Нідерланди         | 8      | 11     | 9      | 28      |
| 10     | Угорщина           | 8      | 4      | 8      | 20      |
| 11     | Сербія             | 8      | 4      | 3      | 15      |
| 12     | Швейцарія          | 7      | 4      | 3      | 14      |
| 14     | Туреччина          | 6      | 4      | 19     | 29      |
| 15     | Бельгія            | 4      | 3      | 3      | 10      |
| 16     | Румунія            | 3      | 5      | 4      | 12      |
| 17     | Португалія         | 3      | 4      | 2      | 9       |
| 18     | Польща             | 2      | 8      | 10     | 20      |
| 19     | Австрія            | 2      | 7      | 4      | 13      |
| 20     | Грузія             | 2      | 5      | 8      | 15      |
| 21     | Ізраїль            | 2      | 4      | 6      | 12      |
| 22     | Словаччина         | 2      | 2      | 3      | 7       |
| 23     | Литва              | 2      | 1      | 4      | 7       |
| 24     | Ірландія           | 2      | 1      | 3      | 6       |
| 25     | Хорватія           | 1      | 4      | 6      | 11      |
| 26     | Греція             | 1      | 4      | 4      | 9       |
| 27     | Болгарія           | 1      | 3      | 5      | 9       |
| 28     | Данія              | 1      | 3      | 5      | 9       |
| 29     | Швеція             | 1      | 3      | 3      | 7       |
| 30     | Словенія           | 1      | 1      | 2      | 4       |
| 31     | Латвія             | 1      | 0      | 1      | 2       |
| 32     | Чехія              | 0      | 2      | 4      | 6       |
| 33     | Естонія            | 0      | 1      | 2      | 3       |
| 34     | Молдова            | 0      | 1      | 2      | 3       |
| 35     | Сан-Марино         | 0      | 1      | 1      | 2       |
| 36     | Вірменія           | 0      | 1      | 0      | 1       |
| 37     | Кіпр               | 0      | 1      | 0      | 1       |
| 38     | Північна Македонія | 0      | 0      | 2      | 2       |
| 39     | Норвегія           | 0      | 0      | 2      | 2       |
| 40     | Фінляндія          | 0      | 0      | 1      | 1       |
| 40     | Чорногорія         | 0      | 0      | 1      | 1       |
| 40     | Косово             | 0      | 0      | 1      | 1       |
| Всього | Всього             | 245    | 245    | 331    | 821     |

Перша олімпіада, на якій Азербайджан показує гарний результат у медальному заліку
Примітки
  *   країна-господар (Азербайджан)

## Таблиця балів
1. Росія — 6615
2. Азербайджан — 2010
3. Німеччина — 1965
4. Велика Британія — 1665
5. Італія — 1545
6. Франція — 1380
7. Білорусь — 1260
8. Україна −1260
9. Іспанія — 975
10. Нідерланди — 945

(Кількість балів враховується таким чином — 60 балів за золоту медаль, 30 балів за срібну, 15 балів за бронзову.)

## Суперечності

### Критика стану свободи слова в Азербайджані
4 березня 2015 року, за 100 днів до початку ігор, неурядові організації із захисту прав людини наголосили на необхідності дотримання Азербайджаном міжнародних норм з прав людини та свободи слова.
Зокрема, організація Amnesty International оприлюднила доповідь, в якій нарахувала щонайменше 22 в'язнів сумління та звинуватила органи влади Азербайджану у зростаючому гонінні критиків влади та їх затриманню за сфабрикованими звинуваченнями від шахрайства та привласнення майна до вживання наркотиків і навіть державної зради. Організація Human Rights Watch висунула вимогу до Азербайджану відпустити людей, що засудженні до ув'язнення або очікують на вирок за критику політичного курсу держави та закликала країни-учасниці Європейських ігор в Баку утриматись від делегування офіційних представників високого рівня на церемонію відкриття.